# More danico
Izraz more danico je srednjovjekovni latinski pravni izraz kojeg se može prevesti kao "na danski način" ili "nordijskim običajnim pravom".
Označuje vrstu tradicionalnog germanskog braka kojeg se prakticiralo u sjevernoj Europi u srednjem vijeku.